# Інститут досліджень безпеки
Інститут досліджень безпеки, також відомий як ISS або ISS Africa (щоб відрізнити себе від інших аналогічних інститутів в інших частинах світу), описав себе наступним чином: “африканська організація, яка має на меті посилення людської безпеки на континенті”. Він проводить незалежні та авторитетні дослідження, аналіз та консультації експертів та здійснює практичну підготовку та технічну допомогу. Його штаб-квартира розташована в Преторії, Південна 
Інститут був визнаний третьою кращою африканською неурядовою організацією в Африці на південь від Сахари за підсумками the Global Go To Think Tanks Report 2011 року.

## Історія
Інститут був спочатку створено, як Інститут оборонної політики в 1991 році. ISS розпочав з фокусу уваги на цивільно-військових відносинах та демократичних реформах в  роки апартеїду Південної Африки, але з тих пір охопив широке колом проблемних сфер людської безпеки в Африці, також включаючи: права людини, контроль над озброєнням, корупцію та управління, зміну клімату та кримінальне правосуддя. З моменту свого заснування Інститут досліджень безпеки перетворився на загальноафриканську науково-дослідницьку установу, що співпрацювала з Африканським Союзом, Спільнотою з питань розвитку Південного Африки, низкою урядів, установ та організацій у всьому світі. 

## Області роботи
```
ISS працює у таких сферах:
```

- Управління, злочинність та справедливість;
- Запобігання конфліктам та аналіз ризиків;
- Управління конфліктами та мирне будівництво;
- Транснаціональні загрози та міжнародна злочинність.

## Партнерства
ISS є регіональним партнером Управління ООН з наркотиків та злочинності, і в даний час вони працюють разом над імплементацією Конвенції ООН проти корупції. ISS також є членом Мережі правосуддя та кримінальної злочинності Організації Об'єднаних Націй. 
Інститут співпрацював з Африканським Союзом на різних платформах. ISS була дослідницьким партнером з Комісії Африканського Союзу в рамках року миру та безпеки в 2010 році. Крім того, вебсайт ISS розміщується як сховище для документів Африканського Союзу, починаючи з 1990 року. Нарешті, ISS співпрацює з Радою з питань миру та безпеки Африканського Союзу з надання щомісячного звіту про виклики та можливі небезпеки, які стоять перед континентом.

## Програма з корупції та врядування
У 2010 році Програма з корупції та врядування Інституту досліджень безпеки розпочала роботу на базою даних the Who Owns What? Це велика база даних з відкритими кодами, яка розкриває форми активів та інтересів політиків Південної Африки, з метою підвищення прозорості державних службовців. База даних була використана для того, щоб посадовці Південної Африки були відповідальними за свої приватні інтереси. 

## African Futures Project (Африка майбутнього)
The African Futures Project - це співпраця між Інститутом досліджень безпеки та Центром міжнародного майбутнього ім. Фрідріха С. Пардей з метою сприяння довготривалому стратегічному мисленню на африканському континенті в широкому колі ключових глобальних систем. The African Futures Project підготував монографії щодо довгострокового розвитку Африки, а також квартальну короткострокову політичну серію, яка стосується конкретних проблем розвитку, таких як майбутнє дорожньо-транспортних пригод та смертельних випадків або наслідки "зеленої революції" для Африки.

## Реєстрація
ISS зареєстровано, як  організація в Африці у незалежних списках. Погляди співробітників ISS цитуються і згадувалися  у новинах, в африканській пресі у зв'язку з викраденням школярів Чибока та в інших ситуаціях. Їх також було наведено в деяких неафриканських виданнях, таких як The New York Times,  Wall Street Journal та The Economist.
1. ↑  Directory of Open Access Journals — 2003.
2. ↑  https://www.ilo.org/wcmsp5/groups/public/@dgreports/@integration/documents/genericdocument/wcms_079493.pdf
3. 1 2  Directory of Open Access Journals — 2003.
4. ↑  https://iatiregistry.org/publisher/issafrica
5. ↑  GRID Release 2017-05-22 — 2017-05-22 — 2017. — doi:10.6084/M9.FIGSHARE.5032286
6. ↑  https://www.stopkillerrobots.org/members/
7. ↑  https://www.unodc.org/unodc/en/commissions/CCPCJ/PNI/institutes.html